# YY1
YY1 (англ. YY1 transcription factor) – білок, який кодується однойменним геном, розташованим у людей на короткому плечі 14-ї хромосоми. Довжина поліпептидного ланцюга білка становить 414 амінокислот, а молекулярна маса — 44 713.
| 10         |  | 20         |  | 30         |  | 40         |  | 50         |
| ---------- |  | ---------- |  | ---------- |  | ---------- |  | ---------- |
| MASGDTLYIA |  | TDGSEMPAEI |  | VELHEIEVET |  | IPVETIETTV |  | VGEEEEEDDD |
| DEDGGGGDHG |  | GGGGHGHAGH |  | HHHHHHHHHH |  | PPMIALQPLV |  | TDDPTQVHHH |
| QEVILVQTRE |  | EVVGGDDSDG |  | LRAEDGFEDQ |  | ILIPVPAPAG |  | GDDDYIEQTL |
| VTVAAAGKSG |  | GGGSSSSGGG |  | RVKKGGGKKS |  | GKKSYLSGGA |  | GAAGGGGADP |
| GNKKWEQKQV |  | QIKTLEGEFS |  | VTMWSSDEKK |  | DIDHETVVEE |  | QIIGENSPPD |
| YSEYMTGKKL |  | PPGGIPGIDL |  | SDPKQLAEFA |  | RMKPRKIKED |  | DAPRTIACPH |
| KGCTKMFRDN |  | SAMRKHLHTH |  | GPRVHVCAEC |  | GKAFVESSKL |  | KRHQLVHTGE |
| KPFQCTFEGC |  | GKRFSLDFNL |  | RTHVRIHTGD |  | RPYVCPFDGC |  | NKKFAQSTNL |
| KSHILTHAKA |  | KNNQ       |  |            |  |            |  |            |

A: Аланін

C: Цистеїн

D: Аспарагінова кислота

E: Глутамінова кислота

F: Фенілаланін

G: Гліцин

H: Гістидин

I: Ізолейцин

K: Лізин

L: Лейцин

M: Метіонін

N: Аспарагін

P: Пролін

Q: Глутамін

R: Аргінін

S: Серин

T: Треонін

V: Валін

W: Триптофан

Кодований геном білок за функціями належить до репресорів, активаторів, фосфопротеїнів. 
Задіяний у таких біологічних процесах, як транскрипція, регуляція транскрипції, пошкодження ДНК, репарація ДНК, рекомбінація ДНК, диференціація клітин, сперматогенез. 
Білок має сайт для зв'язування з іонами металів, іоном цинку, ДНК. 
Локалізований у ядрі.